# Андгуладзе, Давид (режиссёр)
Давид Андгуладзе (груз. დავით ანდღულაძე, 11 января 1956, Тбилиси — 19 декабря 2020, Париж, Франция) — советский и грузинский режиссёр и театральный педагог.

## Биография
В 1982 году окончил Грузинский государственный театральный институт им. Шота Руставели.
В 1982—1985 годах работал режиссёром на грузинском телевидении. С 1985 года — директор Театра им. Коте Марджанишвили, где поставил спектакли «Мудрости лжи» Сулхан-Саба Орбелиани, «Талькало», «Разрушенные» Ильи Чавчавадзе, «Судьба Картли» Николоза Бараташвили, «Стражи Грааля» Григола Робакидзе. Его постановка пьесы «Тридцать восемь» была номинирована на Государственную премию.
В течение многих лет был художественным руководителем Театра Ахметели. Выступил основателем и художественным руководителем театра «Железный», основателем и директором Центра искусств.
Преподавал в Тбилисском театральном университете. Был женат, имел сына и дочь.
Уход из жизни Давида Андгуладзе назван одной из главных потерь 2020 года культуры Грузии

## Театральные работы

### Театр имени Марджанишвили
- 1984 «Пути, ведущие к вам» Лаша Табукашвили.
- 1987 «Стелла и злая душа» Джером Килти
- 1989 «Стражи Грааля» Григол Робакидзе
- 1991 «Рука Мастера» Константин Гамсахурдиа
- 1996 «38-е» по произведениям Шекспира «Гамлет» и Стоппарда «Розенкранц и Гильденстерн мертвы» по сценариям Д. Андгуладзе и Т. Джапаридзе.

### Театр имени Руставели
- 1993 «Палата № 6» по мотивам одноименного произведения Антона Чехова.

### Театр имени Сандро Ахметели
- 1999 «Бродячие собаки улицы Палиашвили» по мотивам двух произведений Аки Морчиладзе «Бродячие собаки улицы Палиашвили» и «Путешествие в Карабах».
- 2000 «Предательство» по одноименной пьесе Гарольда Пинтера.
- 2002 «Второе пришествие или посещение» по пьесе Фридриха Дуренма «В гости к старушке».
- 2004 «Сон в зимнюю ночь» по пьесе Отии Иоселиани — «Шесть шинабер и один человек».

### «Железный» театр
- 2011 «Совсем другая опера» по пьесе Брехта «Трёхгрошовая опера».

## Награды
Государственная премия Грузинской ССР имени К. А. Марджанишвили (1990)